# Бульковський Адольф Петрович
Адольф Петрович Булько́вський (2 квітня 1913, Київ — 18 лютого 1976) — український радянський художник-оформлювач; член Спілки радянських художників України з 1964 року.

## З біографії
Народився 20 березня [2 квітня] 1913 року в місті Києві (нині Україна). Упродовж 1937—1940 років навчався у художній студії Михайла Ярового.
Мекав у Києві в булинку на Брест-Литовському проспекті,№ 23, квартира № 89. Помер 18 лютого 1976 року.

## Творчість
Працював в галузі промислової, книжкової графіки та плаката. Серед робіт:
- каталоги, проспекти, буклети до республіканських, всесоюзних та міжнародних промислових виставок у Києві, Москві, Брюсселі, Марселі, Загребі (1954—1968);
- торговельні знаки підприємств та установ України (1951—1968);
- плакат «Українська книга на Міжнародній виставці книги в Москві» (1967);
- художнє оформлення книги «Українські народні традиції в сучасному одязі» В. М. Бойка (Київ, 1969).

Брав участь у республіканських виставках з 1962 року, всесоюзних — з 1963 року.